# Hmawbi
Hmawbi är en kommun i Myanmar.   Den ligger i regionen Yangonregionen, i den södra delen av landet, 290 km söder om huvudstaden Naypyidaw. Antalet invånare är 186 370.